# HAL HJT-16 Kiran
HAL HJT-16 Kiran (Ray of Light) là một loại máy bay huấn luyện phản lực cơ bản hai chỗ của Ấn Độ, do hãng Hindustan Aeronautics chế tạo.

## Biến thể
Kiran Mk.I
Kiran Mk.IA
Kiran Mk.II

## Quốc gia sử dụng
Ấn Độ
- Không quân Ấn Độ
- Hải quân Ấn Độ

## Tính năng kỹ chiến thuật (Kiran IA)
Dữ liệu lấy từ Jane's All The World's Aircraft 1982-83 
Đặc điểm tổng quát
- Tổ lái: 2
- Chiều dài: 10,60 m (34 ft 9 in)
- Sải cánh: 10,70 m (35 ft 1¼ in)
- Chiều cao: 3,64 m (11 ft 11 in)
- Diện tích cánh: 19 m² (204,5 ft²)
- Trọng lượng rỗng: 2.560 kg (5.644 lb)
- Trọng lượng cất cánh tối đa: 4.235 kg (9.336 lb)
- Động cơ: 1 × Rolls-Royce Viper kiểu turbojet, 11,12 kN (2.500 lbf)

 Hiệu suất bay 
- Vận tốc cực đại: 695 km/h (375 knot, 432 mph) trên mực nước biển
- Vận tốc hành trình: 324 km/h (175 knot, 201 mph)
- Thất tốc: 145 km/h (92 knot, 106 mph)
- Thời gian bay: 1 h 45 phút
- Trần bay: 30.000 ft (9.150 m)

Trang bị vũ khí

- 2 quả bom 500lb (227kg) hoặc 2 thùng rocket SNEB hoặc 2 thùng súng máy 7,62 mm, hoặc 2 thùng nhiên liệu phụ 50-Imp Gal (226 l)